# Мансон, Дэвид
Дэвид Кёртисс Мансон (англ. David Curtiss Munson; 19 мая 1884, Медайна, Нью-Йорк — 17 сентября 1953, Антверпен) — американский легкоатлет, чемпион и серебряный призёр летних Олимпийских игр 1904 года.
На Играх 1904 года в Сент-Луисе Мансон участвовал в трёх дисциплинах. В командном беге на 4 мили он занял восьмое место, но в итоге его команда стала лучшей и выиграла золотые медали. Также он стал четвёртым в забеге на 1500 м и расположился между 5-й и 7-й позициями в гонке на 2590 м с препятствиями.